# أزرق مخضر

عجلة ألوان RYB تقليدية من الطراز القديم

الأزرق المخضر هو درجة للون بين الأخضر والأزرق على عجلة ألوان RYB التقليدية النموذجية. ينتمي هذا اللون إلى عائلة ألوان السيان.

## الاختلافات

### سيان (أكوا)
السيان ، الذي يُطلق عليه أيضًا اسم أزرق مائي ، هو اللون الذي يقع بين الأزرق والأخضر على عجلة ألوان RGB حديثة.

عجلة ألوان RGB حديثة

حلت عجلة ألوان RGB الحديثة محل عجلة ألوان RYB التقليدية القديمة لأنه من الممكن عرض ألوان أكثر إشراقًا وأكثر تشبعًا باستخدام الألوان الأساسية والثانوية لعجلة ألوان RGB. في مصطلحات نظرية الألوان ، تحتوي مساحة ألوان RGB على نطاق لوني أكبر بكثير من مساحة ألوان RYB .
أول استخدام مسجل للسيان كاسم لوني باللغة الإنجليزية كان عام 1879.

## في الطبيعة
بكتيريا

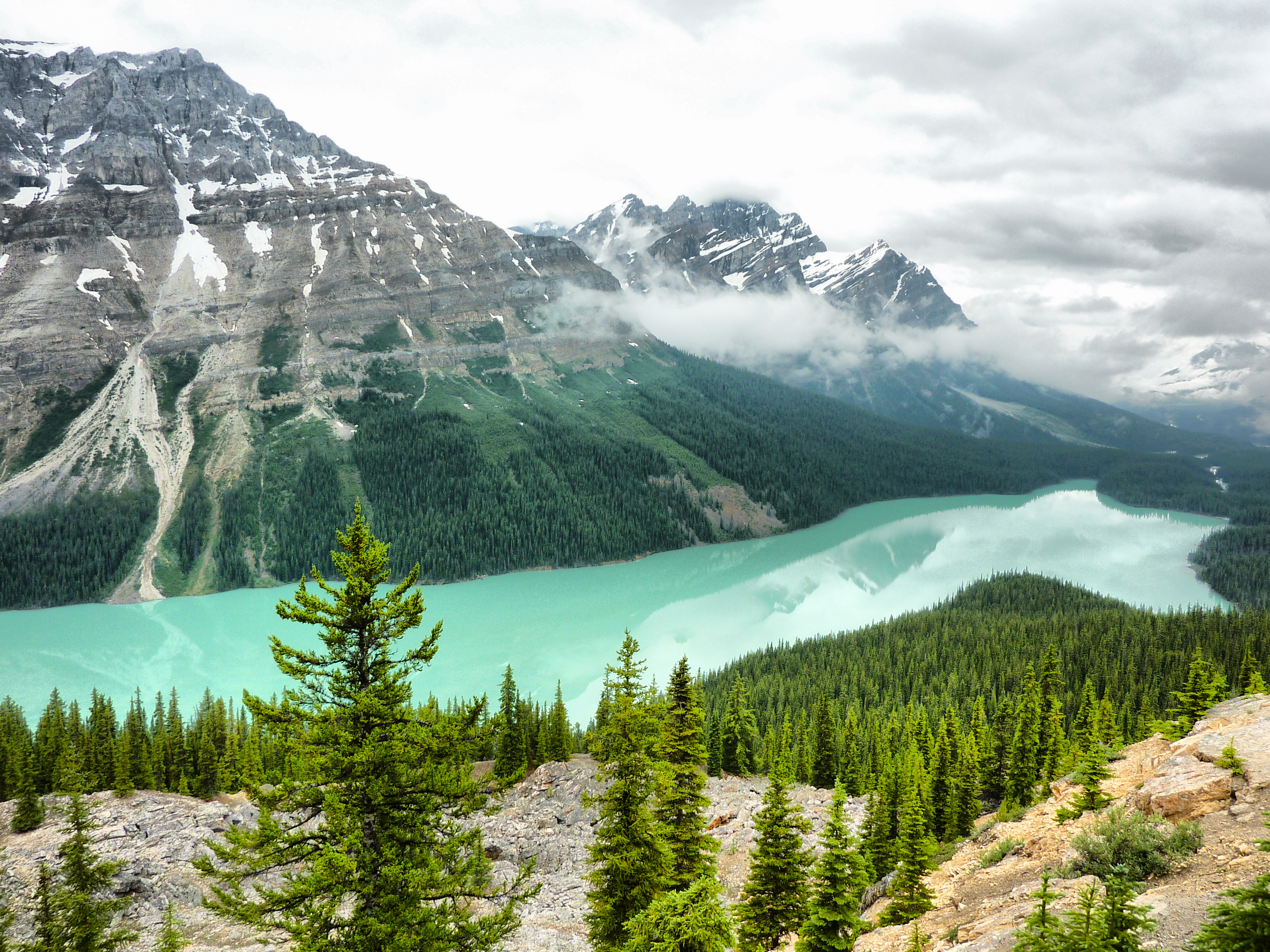
بحيرة ملونة بالأزرق والأخضر بواسطة دقيق جليدي

- الطحالب الزرقاء والخضراء هي شعبة من البكتيريا التي تحصل على الطاقة من خلال عملية التمثيل الضوئي .

الأسماك
- السمكة الزرقاء المخضرة هي نوع من أسماك الدامسيل

البحيرات
- الدقيق الجليدي، مسحوق الصخور، يمكن أن يحول البحيرة إلى اللون الأزرق المخضر.